# Elisabeth Schärtel
Elisabeth Schärtel (6 d'octubre de 1919 - 24 d'agost de 2012) va ser una mezzosoprano alemanya. Membre de l'Òpera de Colònia de 1959 a 1967, va actuar en papers principals a les grans òperes europees i regularment al Festival de Bayreuth.

## Carrera
Nascuda a Weiden in der Oberpfalz, va estudiar amb Anna Bahr-Mildenburg a Múnic i amb Henry Wolff a Hamburg. Va debutar el 1942 al Stadttheater Gießen. De 1959 a 1967 va ser membre de l'Òpera de Colònia. El 1965 apareix allí com a mare de Stolzius en l'estrena de Die Soldaten de Bernd Alois Zimmermann. Va actuar en enregistraments d'òpera per part de l'emissora Westdeutscher Rundfunk, com Falstaff de Verdi amb la direcció de Mario Rossi, on va cantar Meg Page juntament amb Dietrich Fischer-Dieskau en el paper protagonista.
Schärtel va actuar al Festival de Bayreuth de 1954 a 1967, cantant els principals papers en els drames de música de Wagner, així com en altres menors. El 1954 i el 1955 va aparèixer com Mary a Der Fliegende Holländer, entre els anys 1958 i 1961, cada any, com a Magdalene a Die Meistersinger von Nürnberg, el 1962 com a Erda a Das Rheingold i Ortrud a Lohengrin.
Va ser convidada a les òperes europees i als festivals. El 1961 va aparèixer al Maggio Musicale Fiorentino com a Adelaida a Arabella de Richard Strauss. El 1962 va ser convidada a l'Hamburgische Staatsoper com la infermera de Die Frau ohne Schatten de Richard Strauss, dirigida per Wolfgang Sawallisch, al costat de Franz Crass i Helga Pilarczyk, entre d'altres. El 1966 apareix com Brangäne a Tristan und Isolde de Wagner a l'Òpera Estatal de Viena. Va realitzar Magdalene a Lisboa i Kundry a Parsifal de Wagner a la Deutsche Oper de Berlín.
Schärtel va ser professora de cant a la Musikhochschule Nürnberg. Va morir a la seva ciutat natal i va ser enterrada al Stadtfriedhof el 29 d'agost de 2012.